# 無罪推定 (電視劇)
《無罪推定》（英語：A Fight For Justice），是由華視與公視台語台共同出品的臺灣首部台語律政劇，2023年6月19日開鏡，8月28日殺青。2024年8月11日首播。台灣OTT平台由LINE TV播出

## 劇情簡介
此劇是基於徐自強案改編，許雁青律師接觸楊明德案件後，判斷該案件是冤案，提出證據證明楊明德清白卻不被法官接受後，發現自己面對的不是體制問題而是偏見問題，需要嘗試改變未審先判的偏見問題以證明楊明德清白避免他被槍決。

## 演員
公視台語台公布的主演人員包含莊凱勛、蔡黃汝、黃鐙輝、鍾承翰、楊小黎、呂雪鳳、洪毓璟、楊烈等人。
依華視官方網站及新聞報導公開的資訊，劇中擔任律師職務者包含蔡黃汝(飾許雁青)、陳家逵(飾張品嘉)、鍾承翰(飾陳至謙)、莊凱勛(飾李正碩)，劇中被陷害而遭受16年冤獄的楊明德一家成員包含黃鐙輝(飾楊明德)、呂雪鳳(飾劉金香，母)、洪毓璟(飾楊弘志，子)，楊烈(飾姜老)在劇中是莊凱勛的支援者，楊小黎飾(田家瑩)在劇中是蔡黃汝朋友，也接洽楊明德事件。

## 上映時間
公視上映時間為自上映起每週日20點。華視上映時間為自上映起每週日22點。